# Discocactus pseudoinsignis
Discocactus pseudoinsignis là một loài thực vật có hoa trong họ Cactaceae. Loài này được N.P.Taylor & Zappi mô tả khoa học đầu tiên năm 1991.